# Кюндядинский наслег
Кюндядинский наслег — сельское поселение в Нюрбинском районе Якутии Российской Федерации.
Административный центр — село Кюндяде.

## История
Статус и границы сельского поселения установлены Законом Республики Саха (Якутия) от 30 ноября 2004 года N 173-З N 353-III «Об установлении границ и о наделении статусом городского и сельского поселений муниципальных образований Республики Саха (Якутия)».

## Население
| 2002 | 2010  | 2011  | 2012  | 2013 | 2014 | 2015 |
| ---- | ----- | ----- | ----- | ---- | ---- | ---- |
| 1038 | ↘1011 | ↗1013 | ↘1003 | ↘990 | ↘971 | ↘957 |
| 2016 | 2017  | 2018  | 2019  | 2020 | 2021 |      |
| ↗968 | ↘961  | ↗974  | ↘959  | ↗966 | ↘944 |      |

## Состав сельского поселения
| № | Населённый пункт | Тип населённого пункта       | Население |
| - | ---------------- | ---------------------------- | --------- |
| 1 | Арангастах       | село                         | ↘24       |
| 2 | Кюндяде          | село, административный центр | ↘789      |